# 히어로즈의 선수 목록 (2008년~2009년)

## 포지션별 주전
- 각 포지션별로 해당 시즌 가장 많은 경기에 출장한 선수들 명단이다. (투수의 경우는 최다승 선수 기준)

| 연도   | 투수   | 포수   | 1루수  | 2루수  | 3루수  | 유격수       | 우익수 | 중견수 | 좌익수 | 지명타자 |
| 2008년 | 장원삼 | 강귀태 | 이숭용 | 김일경 | 정성훈 | 강정호 (66)  | 송지만 | 이택근 | 전준호 | 브룸바   |
| 2009년 | 장원삼 | 강귀태 | 이숭용 | 김일경 | 황재균 | 강정호 (133) | 송지만 | 이택근 | 클락   | 브룸바   |

## 전체 명단
- 다음은 해당 연도 정규 리그에 최소 한 경기 이상 출장한 선수 명단이다.

### 2008년
- 투수: 장원삼, 마일영, 황두성, 김수경, 이현승, 다카쓰, 조용훈, 송신영, 김성현, 박승민, 노환수, 신철인, 이동학, 민태호, 이보근, 이정호, 전준호, 조순권, 김세현, 배힘찬, 이상열, 스코비, 장시환, 장태종, 전유수, 오주원

- 포수: 강귀태, 김동수, 허준, 정종수, 유선정

- 1루수: 이숭용, 조중근, 전근표, 이성재, 조평호

- 2루수: 김일경, 유재신, 차화준, 권도영, 지석훈, 김민우

- 유격수: 강정호, 황재균

- 3루수: 정성훈

- 좌익수: 전준호, 정수성, 오윤, 전민수

- 중견수: 이택근, 조재호, 최현종

- 우익수: 송지만, 강병식

- 지명타자: 브룸바, 김남형, 장민석

### 2009년
- 투수: 이현승, 황두성, 이보근, 장원삼, 오주원, 송신영, 신철인, 강윤구, 김세현, 조용훈, 배힘찬, 마일영, 전유수, 김성현, 이동학, 전준호, 조용준, 노환수, 이대환, 이정호, 임창민, 이상열, 김수경, 장시환

- 포수: 김동수, 강귀태, 허준, 손승현, 유선정

- 1루수: 이숭용, 강병식, 장영석, 조중근, 오재일

- 2루수: 김민우, 김일경, 권도영, 유재신

- 유격수: 강정호, 김지수

- 3루수: 황재균

- 좌익수: 클락, 장민석, 조재호, 오윤, 정수성

- 중견수: 이택근

- 우익수: 송지만, 전민수

- 지명타자: 브룸바, 전준호

### 투수
| 2008년 | 2009년 |
| 장원삼 | 장원삼 |

### 내야수
| 2008년          | 2009년          |
| 강정호 (유격수) | 강정호 (유격수) |
| 오재일          | 오재일          |
| 조평호          |                 |

### 외야수
| 2008년 | 2009년 |
| 장민석 | 장민석 |

## 같이 보기
- 넥센 히어로즈 연도별 선수 명단